# Château Atashgah
Le Château Atashgah est un château de la ville de Kachmar, en Iran, construit par les Sassanides.